# 全国高等学校小倉百人一首かるた選手権大会
全国高等学校小倉百人一首かるた選手権大会（ぜんこくこうとうがっこうおぐらひゃくにんいっしゅかるたせんしゅけんたいかい）とは、百人一首を用いた競技かるたの競技大会の一つで、毎年7月下旬に滋賀県大津市の近江神宮で行われている。「近江神宮大会」「高校選手権」や「かるたの甲子園」などと呼ぶことが多い。主催は全日本かるた協会、全国高等学校文化連盟、天智聖徳文教財団。主管は日本高等学校かるた連盟。

## 大会概要

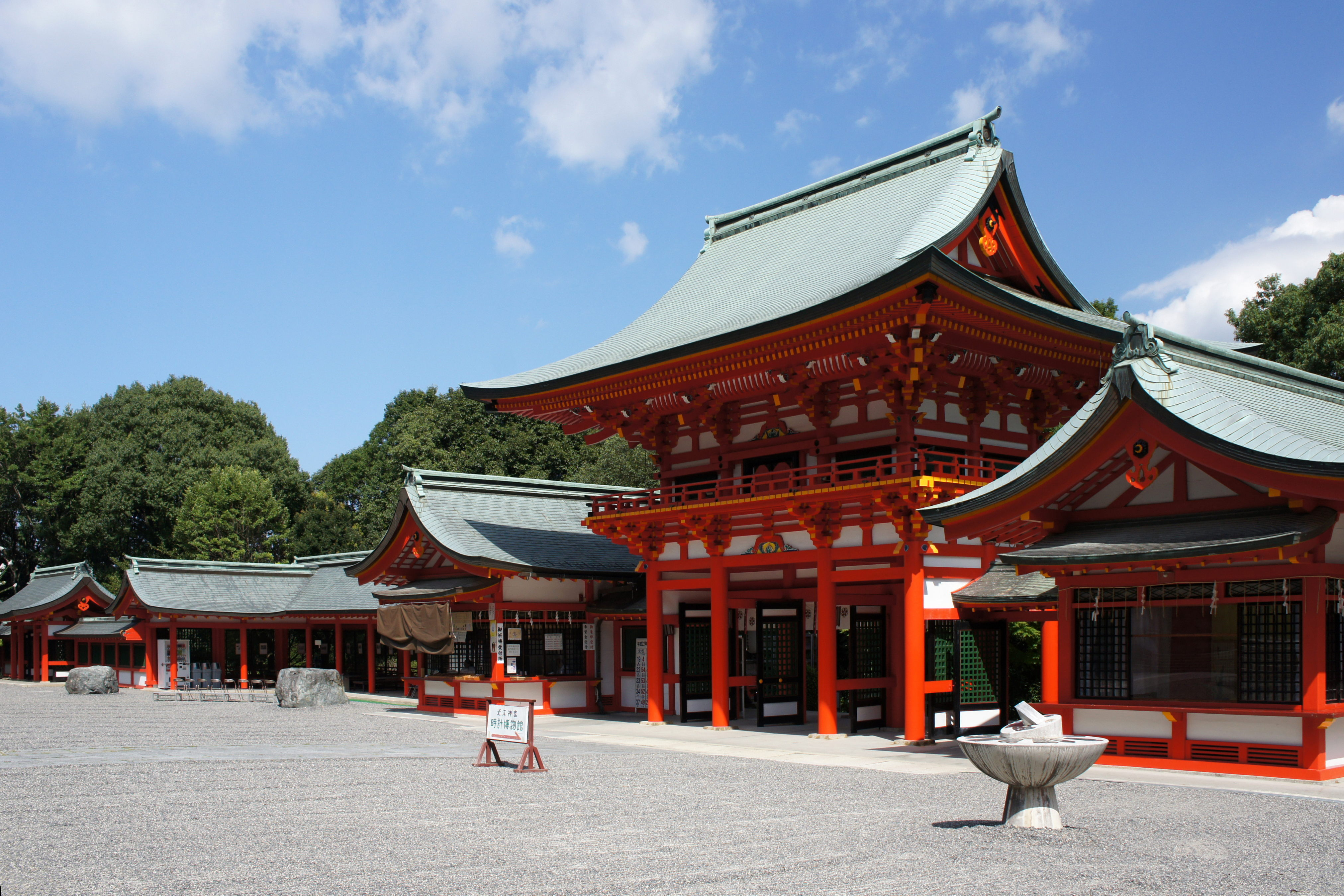
近江神宮楼門

1979年に第1回大会が開催され、以降毎年行われている。本大会は競技かるたにおける高校選手権であり、全国の高校生競技かるた選手にとってのプレステージとなっている。
団体戦は1チーム8人で編成され、1試合に出場するのは5人で、その5人の勝敗で決する。第31回大会までは、予選リーグが3ないし4チームのブロックで行われ、各ブロック1位が決勝トーナメントに進出していた（ただし参加校数によってブロック数が9以上になる場合は、ブロック1位同士による決勝トーナメント進出決定戦を行っていた）。同一ブロック内で勝利数が並んだ場合は、チームで勝利した人数で順位を決定し、それでも並んだ場合は、主将以下のそれぞれの勝利数で比較していた。参加校が増加した第32回大会以降は予選ブロックからノックアウト方式となっている。決勝トーナメントは、8チームのノックアウト方式で、決勝及び3位決定戦まで行われる。
予選は各都府県ごとに実施されており、参加校が1校しかない県は予選が行われない。かつては前年度優勝校は無条件に出場決定されたが、現在はシード権は与えられない。また、過去3年間に予選参加校が10校以上だった都道府県には出場枠が2校与えられる。この大会においては静岡県勢の活躍が目覚しく、特に第1回大会から歴代最長の全国大会10連覇を達成した静岡県立富士高等学校を始め、2024年までの全46回大会のうち、静岡県からの出場校5校の優勝回数は合計24回で、静岡県勢の優勝回数は日本一である。それゆえ、静岡県勢が圧倒していた時代には、最激戦区の静岡県予選を勝ち抜くのは選手権を優勝するより難しいとも言われていた。
団体戦開催の翌日には個人戦が行われ、こちらには団体戦でメンバー入りができなかった選手や、団体戦自体に予選等で敗れ参加できなかった高校の選手も参加することが出来る。クラスは通常の全日本かるた協会公認大会と同じく、A級（4段以上）B級（3段）C級（2段）D級（初段）E級（無段）の5クラスで行われ、4位以内が入賞者として表彰される。

## 歴代優勝校
| 回     | 年度   | 優勝校                         | 回数                                     |
| ------ | ------ | ------------------------------ | ---------------------------------------- |
| 第1回  | 1979年 | 富士高校（静岡県勢1校目）      | （初優勝）                               |
| 第2回  | 1980年 | 富士高校                       | （2年連続2回目）                         |
| 第3回  | 1981年 | 富士高校                       | （3年連続3回目）                         |
| 第4回  | 1982年 | 富士高校                       | （4年連続4回目）                         |
| 第5回  | 1983年 | 富士高校                       | （5年連続5回目）                         |
| 第6回  | 1984年 | 富士高校                       | （6年連続6回目）                         |
| 第7回  | 1985年 | 富士高校                       | （7年連続7回目）                         |
| 第8回  | 1986年 | 富士高校                       | （8年連続8回目）                         |
| 第9回  | 1987年 | 富士高校                       | （9年連続9回目）                         |
| 第10回 | 1988年 | 富士高校                       | （10年連続10回目、10連覇）               |
| 第11回 | 1989年 | 長泉高校（静岡県勢2校目）      | （初優勝）                               |
| 第12回 | 1990年 | 筑紫女学園高校（福岡県）       | （初優勝）                               |
| 第13回 | 1991年 | 長泉高校                       | （2年ぶり2回目）                         |
| 第14回 | 1992年 | 大井川高校（静岡県勢3校目）    | （初優勝）                               |
| 第15回 | 1993年 | 大井川高校                     | （2年連続2回目）                         |
| 第16回 | 1994年 | 益田高校（島根県）             | （初優勝）                               |
| 第17回 | 1995年 | 大井川高校                     | （2年ぶり3回目）                         |
| 第18回 | 1996年 | 富士高校                       | （8年ぶり11回目）                        |
| 第19回 | 1997年 | 長泉高校                       | （6年ぶり3回目）                         |
| 第20回 | 1998年 | 長泉高校                       | （2年連続4回目）                         |
| 第21回 | 1999年 | 静岡雙葉高校（静岡県勢4校目）  | （初優勝）                               |
| 第22回 | 2000年 | 静岡雙葉高校                   | （2年連続2回目）                         |
| 第23回 | 2001年 | 静岡雙葉高校                   | （3年連続3回目）                         |
| 第24回 | 2002年 | 浜松北高校（静岡県勢5校目）    | （初優勝）                               |
| 第25回 | 2003年 | 静岡雙葉高校                   | （2年ぶり4回目）                         |
| 第26回 | 2004年 | 暁星高校（東京都勢1校目）      | （初優勝）                               |
| 第27回 | 2005年 | 暁星高校                       | （2年連続2回目）                         |
| 第28回 | 2006年 | 中津南高校（大分県）           | （初優勝）                               |
| 第29回 | 2007年 | 富士高校                       | （11年ぶり12回目）                       |
| 第30回 | 2008年 | 暁星高校                       | （3年ぶり3回目）                         |
| 第31回 | 2009年 | 暁星高校                       | （2年連続4回目）                         |
| 第32回 | 2010年 | 暁星高校                       | （3年連続5回目）                         |
| 第33回 | 2011年 | 暁星高校                       | （4年連続6回目）                         |
| 第34回 | 2012年 | 暁星高校                       | （5年連続7回目）                         |
| 第35回 | 2013年 | 暁星高校                       | （6年連続8回目）                         |
| 第36回 | 2014年 | 暁星高校                       | （7年連続9回目）                         |
| 第37回 | 2015年 | 暁星高校                       | （8年連続10回目）                        |
| 第38回 | 2016年 | 暁星高校                       | （9年連続11回目）                        |
| 第39回 | 2017年 | 安積黎明高校（福島県）         | （初優勝）                               |
| 第40回 | 2018年 | 浦和明の星女子高校（埼玉県）   | （初優勝）                               |
| 第41回 | 2019年 | 暁星高校                       | （3年ぶり12回目）                        |
| 第42回 | 2020年 | -                              | 新型コロナウイルス感染症の流行により中止 |
| 第43回 | 2021年 | 暁星高校                       | （13回目）                               |
| 第44回 | 2022年 | 渋谷教育学園幕張高校（千葉県） | （初優勝）                               |
| 第45回 | 2023年 | 関東第一高校（東京都勢2校目）  | （初優勝）                               |
| 第46回 | 2024年 | 関東第一高校                   | （2年連続2回目)                          |
| 第47回 | 2025年 | 浦和明の星女子高校             | （7年ぶり2回目）                         |

## 関連事項
- 全国高等学校総合文化祭小倉百人一首かるた部門 - 都道府県対抗の形で毎年8月に行われている高校大会。